# Indophantes barat
Indophantes barat är en spindelart som beskrevs av Michael Ilmari Saaristo och Andrei V. Tanasevitch 2003. Indophantes barat ingår i släktet Indophantes och familjen täckvävarspindlar. Inga underarter finns listade i Catalogue of Life.